# Miomorfs
Els miomorfs (Myomorpha) són un subordre de l'ordre dels rosegadors que conté unes 1.137 espècies vives incloses en dues superfamílies i set famílies de rosegadors semblants a ratolins, gairebé un quart de totes les espècies de mamífer. En formen part els ratolins, les rates, els jerbus, els hàmsters, els lèmmings i els talpons. Tant el múscul masseter medial com el lateral queden desplaçats cap endavant, de manera que poden rosegar de manera eficaç.
La majoria d'espècies pertanyen a la superfamília Muroidea:
- Superfamília Dipodoidea

Familia Dipodidae
- Superfamília Muroidea

Família Calomyscidae
Família Cricetidae
Família Muridae
Família Nesomyidae
Família Platacanthomyidae
Família Spalacidae